# Lydda ouini
Lydda ouini är en insektsart som beskrevs av Van Stalle 1990. Lydda ouini ingår i släktet Lydda och familjen Derbidae. Inga underarter finns listade i Catalogue of Life.